# Die Liebe siegt sowieso
Die Liebe siegt sowieso ist das vierte Studioalbum der US-amerikanischen Schlagersängerin Maite Kelly. Es erschien am 12. Oktober 2018 beim Plattenlabel Electrola.

## Titelliste
| Nr. | Titel                                | Autor(en)                                        | Produzent(en)    | Länge |
| --- | ------------------------------------ | ------------------------------------------------ | ---------------- | ----- |
| 1.  | Die Liebe siegt sowieso              | Maite Kelly, Felix Gauder, Oli Nova, Olaf Bossi  | Felix Gauder     | 3:31  |
| 2.  | Heute Nacht für immer                | Maite Kelly, Felix Gauder, Oli Nova, Olaf Bossi  | Felix Gauder     | 3:49  |
| 3.  | Ich dreh mich nie wieder um          | Johan Daansen, Maite Kelly                       | Alex Wende       | 3:12  |
| 4.  | Mit dir hätt ich zum Leben Ja gesagt | Christian Kolonovits, Johan Daansen, Maite Kelly | Roland Spremberg | 2:32  |
| 5.  | Liebe lohnt sich                     | Roland Spremberg, Maite Kelly, Sebastian Wurth   | Roland Spremberg | 3:31  |
| 6.  | Ich bin da                           | Johan Daansen, Maite Kelly                       | Roland Spremberg | 3:06  |
| 7.  | Held (Ein Löwenherz)                 | Johan Daansen, Anja Krabbe, Maite Kelly          | Roland Spremberg | 3:36  |
| 8.  | Wenn ich liebe                       | Anja Krabbe, Götz von Sydow, Maite Kelly         | Roland Spremberg | 3:35  |
| 9.  | Ich lass los                         | Johan Daansen, Anja Krabbe, Maite Kelly          | Alex Wende       | 3:25  |
| 10. | Hell wie ein Kristall                | Götz von Sydow, Maite Kelly                      | Felix Gauder     | 3:27  |
| 11. | Sag nicht sorry                      | Maite Kelly, Felix Gauder, Oli Nova, Olaf Bossi  | Felix Gauder     | 3:39  |
| 12. | Fortuna trägt ein Kleid aus Gold     | Maite Kelly, Felix Gauder, Oli Nova, Olaf Bossi  | Felix Gauder     | 3:16  |
| 13. | Lass mich nicht los                  | Johan Daansen, Anja Krabbe, Maite Kelly          | Alex Wende       | 3:29  |
| 14. | Atme mich ein                        | Johan Daansen, Maite Kelly                       | Roland Spremberg | 2:54  |

## Rezensionen
Hannes Huß, Musikkritiker von laut.de, schrieb zusammenfassend zu den Titeln des Albums: „[...] Die 14 Songs des Albums verschwimmen zu einem einzigen musikalischen Albtraum. Man kann spätestens nach dem ersten Refrain nicht mehr einwandfrei unterscheiden, ob da gerade "Fortuna Trägt Ein Kleid Aus Gold", "Heute Nacht Für Immer" oder "Hell Wie Ein Kristall" läuft.“

## Kommerzieller Erfolg

### Chartplatzierungen
Die Liebe siegt sowieso avancierte zum Top-10-Erfolg in Deutschland (Rang 3) sowie in Österreich und der Schweiz (je Rang 4). Darüber hinaus erreichte es in Deutschland die Chartspitze der wöchentlichen Schlagercharts sowie ebenfalls die Chartspitze der monatlichen Schlagercharts.
| ChartsChartplatzierungen | Höchstplatzierung | Wochen |
| ------------------------ | ----------------- | ------ |
| Deutschland (GfK)        | 3 (46 Wo.)        | 46     |
| Österreich (Ö3)          | 4 (40 Wo.)        | 40     |
| Schweiz (IFPI)           | 4 (19 Wo.)        | 19     |

| ChartsJahrescharts (2018) | Platzierung |
| ------------------------- | ----------- |
| Deutschland (GfK)         | 53          |
| Österreich (Ö3)           | 63          |

| ChartsJahrescharts (2019) | Platzierung |
| ------------------------- | ----------- |
| Deutschland (GfK)         | 59          |
| Österreich (Ö3)           | 75          |

### Auszeichnungen für Musikverkäufe
| Land/Region        | Auszeichnungen für Musikverkäufe (Land/Region, Auszeichnung, Verkäufe) | Verkäufe |
| ------------------ | ---------------------------------------------------------------------- | -------- |
| Deutschland (BVMI) | Platin                                                                 | 200.000  |
| Österreich (IFPI)  | Gold                                                                   | 7.500    |
| Insgesamt          | 1× Gold · 1× Platin ·                                                  | 207.500  |